# Tête Sud des Fours
La tête Sud des Fours est une montagne de France, dans le massif du Mont-Blanc, en Savoie.

## Géographie
Dominant le refuge de la Croix du Bonhomme, elle s'élève à 2 716 mètres d'altitude, au sud du col des Fours (2 665 m) qui le sépare de la tête Nord des Fours (2 756 m) et au nord-ouest de la pointe de Mya (2 513 m).

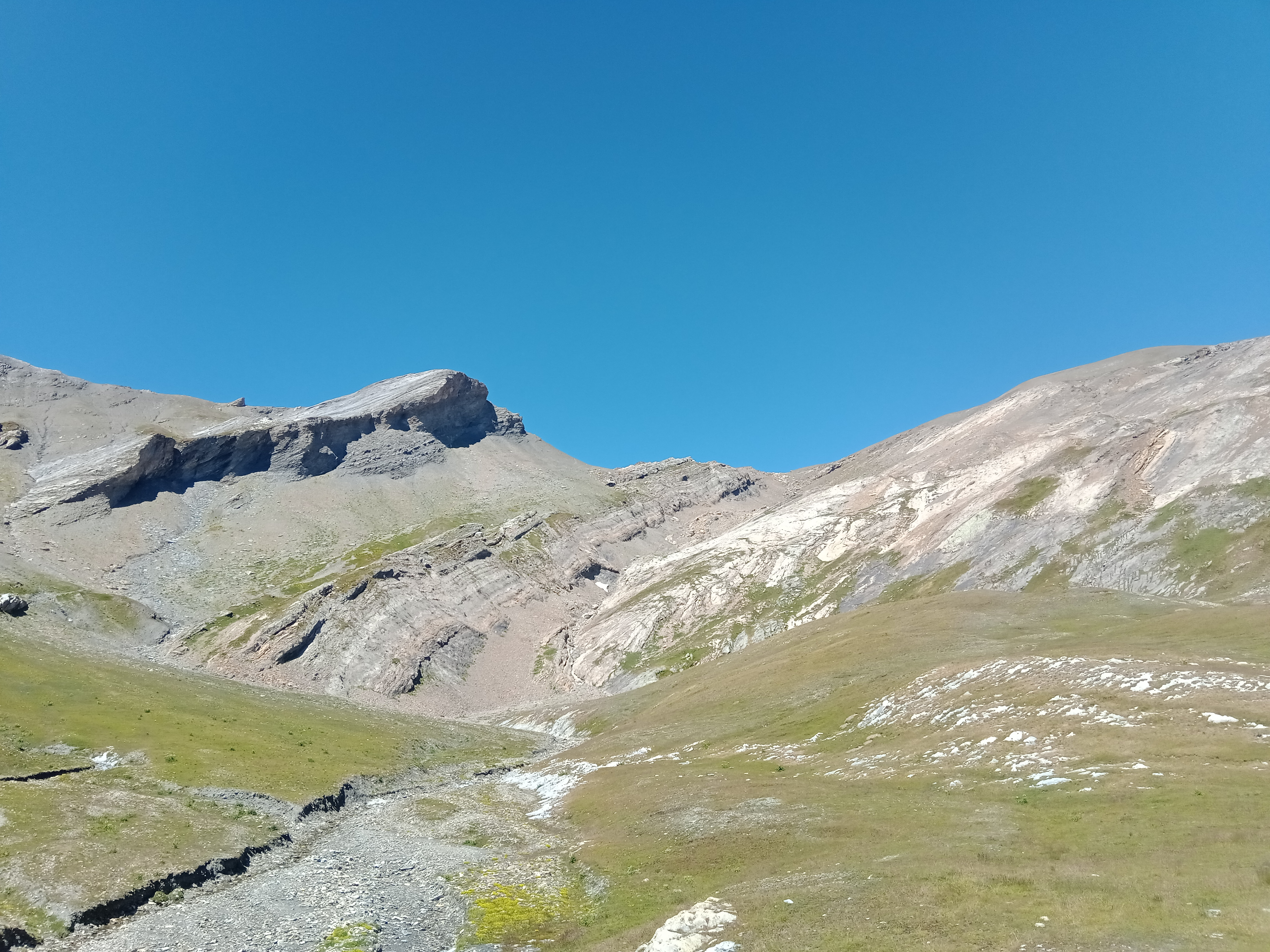
Le col des Fours et la tête Sud des Fours à gauche vus depuis le Plan des Fours à l'est.

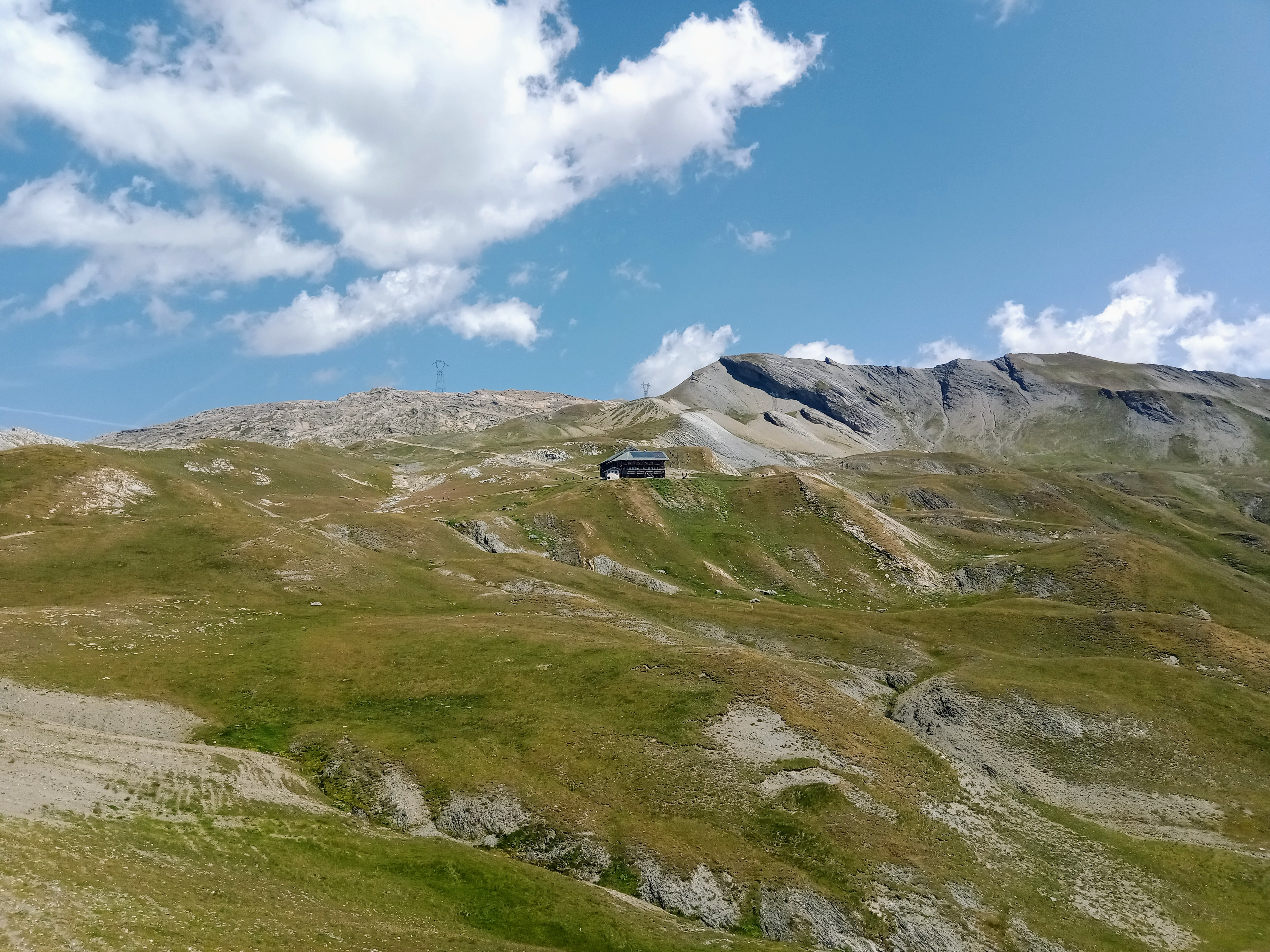
Le refuge de la Croix du Bonhomme dominé par la tête Sud des Fours vus depuis le col de la Croix du Bonhomme au sud-ouest.

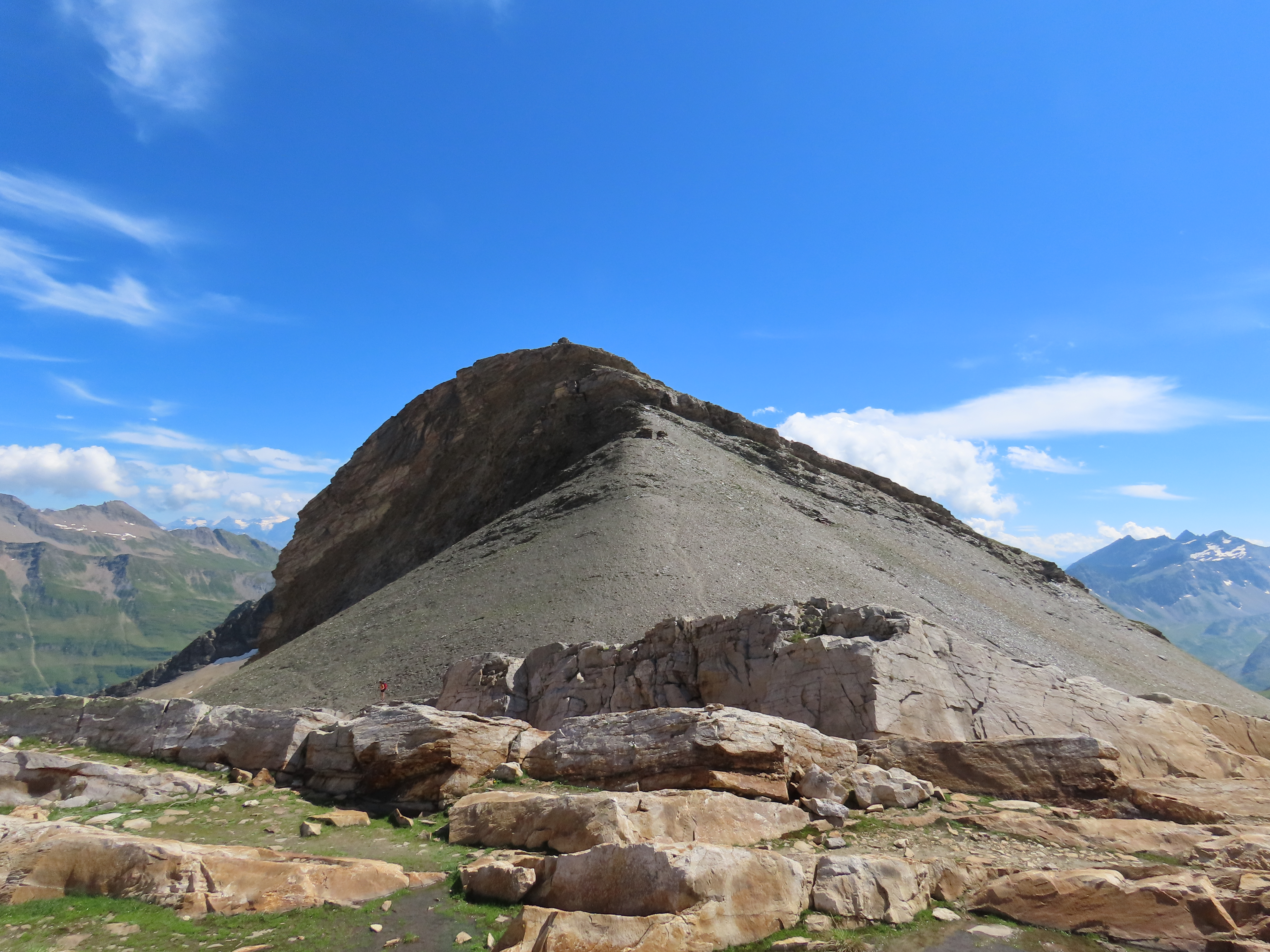
La tête Sud des Fours depuis l'adret de la tête Nord des Fours.